# Selecció de futbol de Nova Caledònia
La selecció de futbol de Nova Caledònia és l'equip representatiu d'aquest país en les competicions oficials. La seva organització està a càrrec de la Federació de Futbol de Nova Caledònia, pertanyent a l'OFC.

## Resultats

### Copa del Món
Resultat general: sense participació
- 1930 a 2002 — No participà
- 2006 a 2018 — No es classificà

### Copa de Nacions de l'OFC
Resultat general: quart lloc
- 1973 — Tercer lloc
- 1980 — Tercer lloc
- 1996 a 2000 — No es classificà
- 2002 — Primera fase
- 2004 — No es classificà
- 2008 — Subcampió
- 2012 — Subcampió
- 2016 — Quarts de final

### Jocs del Pacífic
- 1963 — Campió
- 1966 — Subcampió
- 1969 — Campió
- 1971 — Campió
- 1975 — Subcampió
- 1979 — Quart lloc
- 1983 — Tercer lloc
- 1987 — Campió
- 1991 — Tercer lloc
- 1995 — Primera fase
- 2003 — Subcampió
- 2007 — Campió
- 2011 — Campió
- 2015 —

### Coupe de l'Outre-Mer
- 2008 — Primera fase
- 2010 — Primera fase
- 2012 — Setè lloc
- 2014 —

### Copa de Melanèsia
- 1988 — Tercer lloc
- 1989 — Subcampió
- 1990 — Subcampió
- 1992 — Subcampió
- 1994 — Quart lloc
- 1996 — No participà
- 1998 — Cinquè lloc
- 2000 — Quart lloc